# Cliza (stad)
Cliza (Quechua: Chimuriy) is een kleine stad in het departement Cochabamba, Bolivia. Het is de hoofdplaats van de gelijknamige gemeente, gelegen in de Germán Jordán provincie. 
Bij de census van 2012 was ze naar aantal inwoners de 60ste stad van Bolivia. In de gemeente Cliza spreekt 91.1 procent van de bevolking Quechua.

## Bevolking
| Jaar | Populatie |
| ---- | --------- |
| 1992 | 5.172     |
| 2001 | 6.534     |
| 2012 | 8.362     |